# Китятки лежачі
{{#ifeq:0|0|{{#if:Polygala supina|{{#if:|[[]}}|[[]]}}}}
Китятки лежачі (Polygala supina) — вид квіткових рослин з родини китяткових (Polygalaceae).

## Морфологічна характеристика
Багаторічна рослина з дерев'янистим каудексом. Стебла численні, лежачі, 5–20 см. Листки від обернено-яйцюватої до еліптичної форми, нижні 1–3 × 1–2 мм, верхні 6–12 × 4–6 мм. Присутні як пазушні, так і кінцеві китиці, 1–3 см, 5–10-квіткові. Верхні чашолистки широкі. Внутрішні чашолистки від асиметрично широко-яйцеподібних до еліптичних, лілові чи блакитні. Віночок рівний внутрішнім чашолисткам або трохи коротший за них. Коробочка вузькокрила, від широко-яйцеподібної до довгастої форми.

## Поширення
Росте у Європі (Албанія, Болгарія, Греція, Крим, Північний Кавказ, Румунія, Туреччина в Європі, Боснія й Герцеговина, Чорногорія, Сербія) й на заході Азії (Туреччина, Ліван-Сирія, Грузія). Гола місцевість, кам'янисті місця, ліси та інше.
В Україні росте на кам'янистих схилах, вапняках, гірських луках, у передгір'ях та на яйлі — у гірському Криму (у передгір'ї, на яйлі), зрідка.